# Kleinstes Haus von Paris

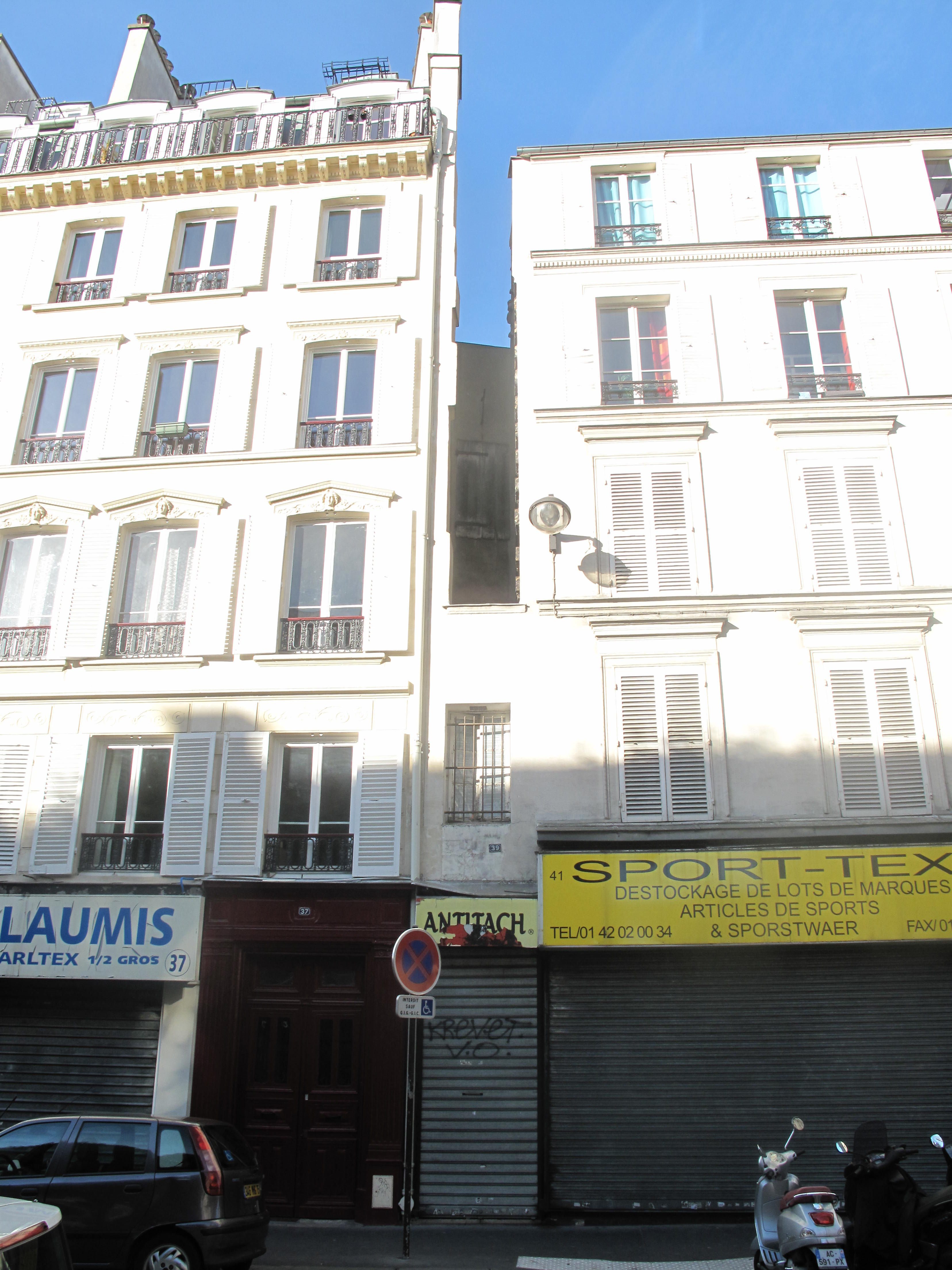
In der Mitte: Haus Nr. 39, rue du Château-d'Eau

Als das Kleinste Haus von Paris wird das Haus Rue du Château-d'Eau Nr. 39 bezeichnet, das sich im 10. Arrondissement von Paris befindet. Es liegt hinter der Mairie des 10. Arrondissements.
Die nächsten Metrostationen sind Château d’Eau und Jacques Bonsergent der Linien 4 und 5.

## Geschichte
Das 1,10 Meter breite und 5 Meter hohe Haus, eingeklemmt zwischen höheren Häusern, besitzt ein Ladenlokal im Erdgeschoss und ein Zimmer im ersten Stock, das früher als Wohnraum genutzt wurde. Es wird kolportiert, dass infolge eines Streites zwischen den Erben der Durchgang an dieser Stelle mit dem kleinen Haus bebaut wurde.